# Большое Боровское
Большое Боровское (фин. Varikselanjärvi) — озеро на территории Кузнечнинского городского поселения Приозерского района Ленинградской области.

## Общие сведения
Площадь озера — 0,8 км². Располагается на высоте 7,3 метров над уровнем моря.
Форма озера лопастная, продолговатая: вытянуто с юго-запада на северо-восток. Берега каменисто-песчаные, преимущественно возвышенные, скалистые.
Юго-западная оконечность озера соединяется с Рыбацким проливом озера Вуоксы.
В озере расположены четыре небольших острова различной площади. Наибольший носит название Канасаари (фин. Kanasaari).
Вдоль северо-восточного берега озера проходит трасса А121 («Сортавала»).
Название озера переводится с финского языка как «озеро у гряды с водяникой».
Код объекта в государственном водном реестре — 01040300211102000012875.

## Галерея

Озеро Большое Боровское
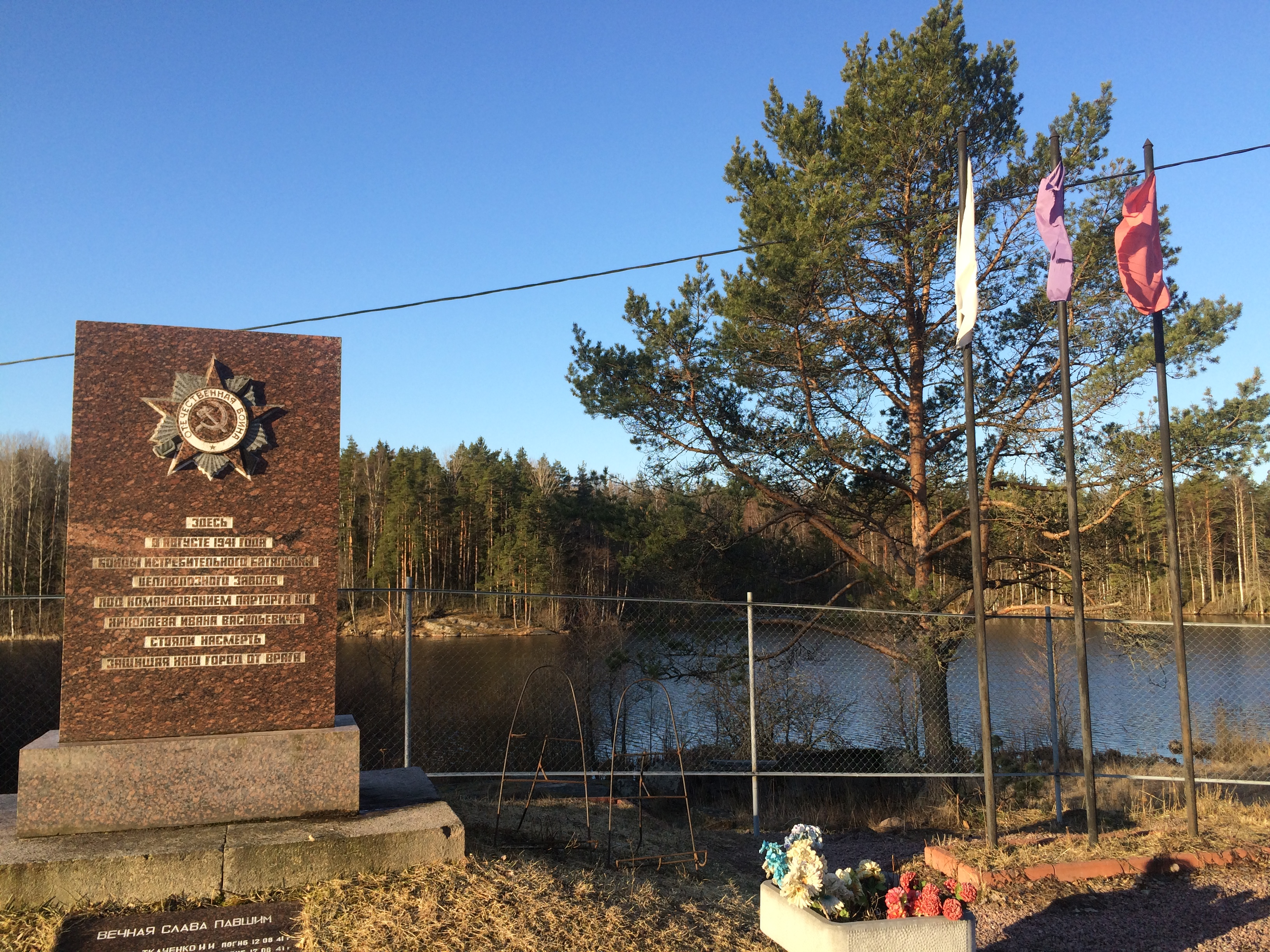
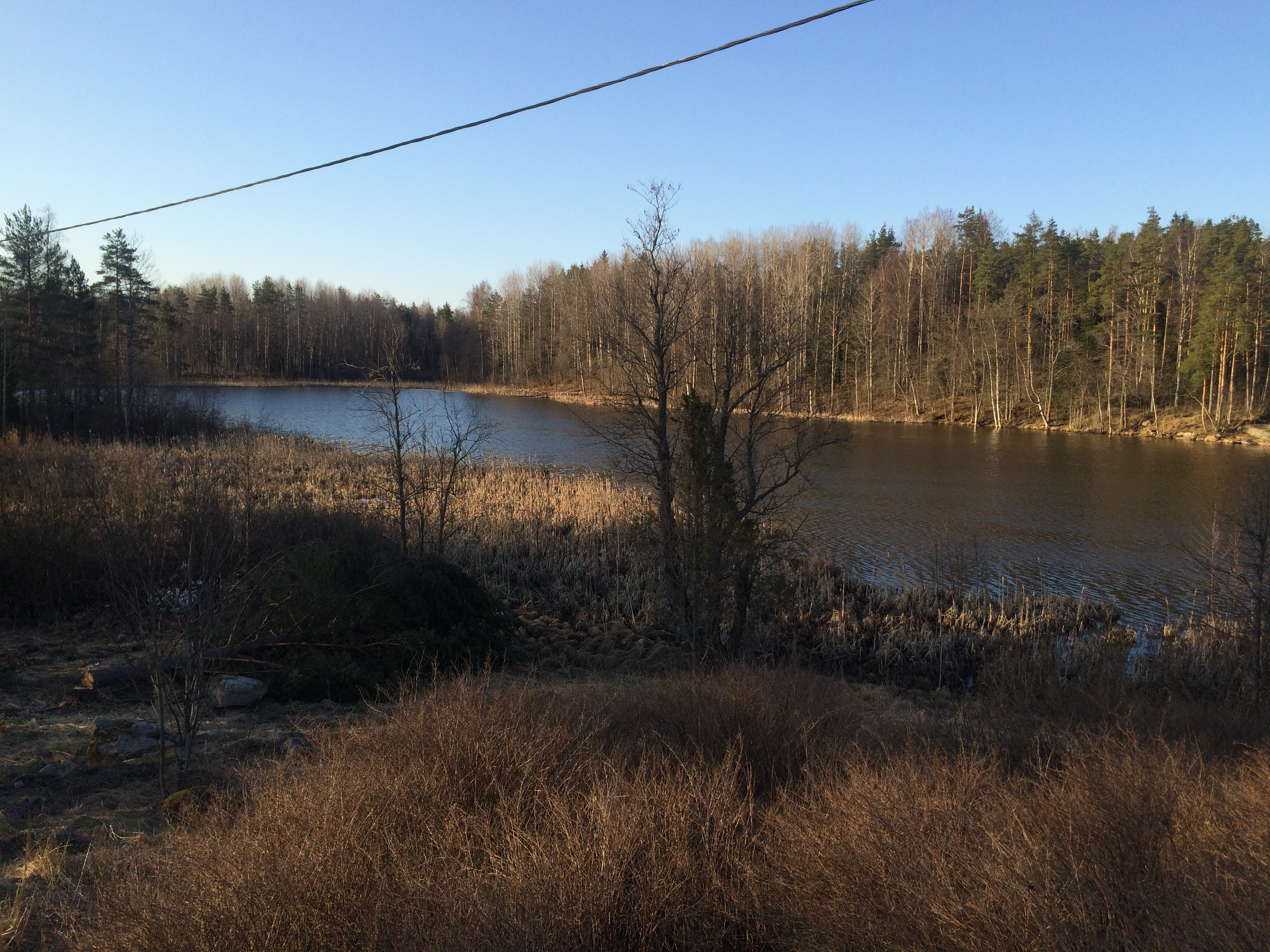
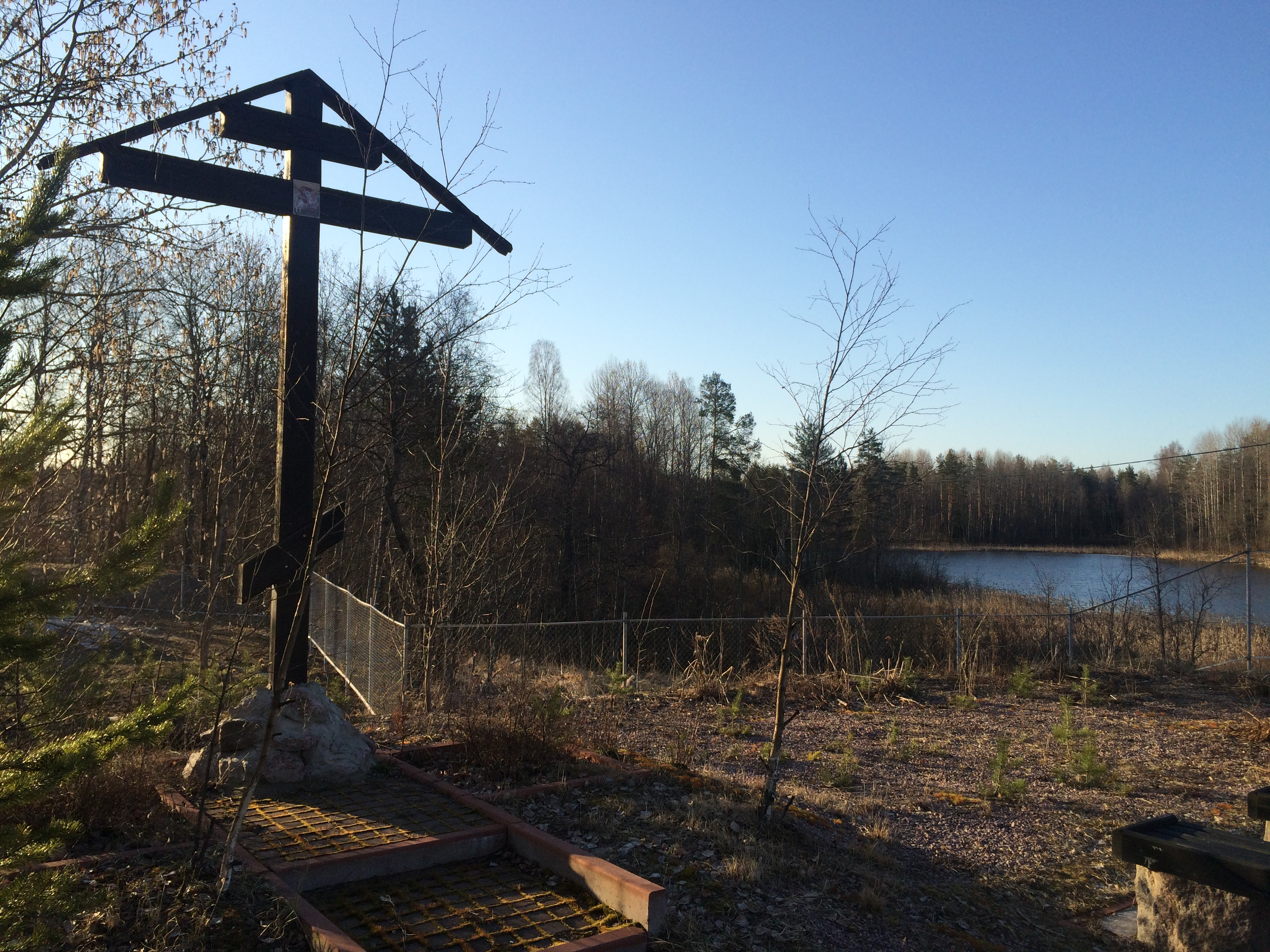